# Schlacht von Nashville
Allatoona – Decatur – Johnsonville – Columbia – Spring Hill – Franklin – Murfreesborough – Nashville
Die Schlacht von Nashville fand am 15. und 16. Dezember 1864 während des Amerikanischen Bürgerkrieges nahe der Stadt Nashville, Tennessee statt. Sie endete mit einem vernichtenden Sieg der Unionstruppen über die konföderierte Tennessee-Armee und war die letzte große Kampfhandlung im Bundesstaat Tennessee während des Bürgerkrieges.

## Vorgeschichte
Am Ende des Jahres 1864 befand sich die Konföderation in einer schwierigen Lage. Robert Edward Lee und seine Nord-Virginia-Armee wurde in Petersburg von Ulysses Simpson Grants Potomac-Armee belagert (siehe Belagerung von Petersburg), und in Georgia hatte William T. Sherman Anfang September die wichtige Stadt Atlanta erobert (siehe Atlanta-Feldzug).
Shermans Gegenspieler, der konföderierte General John Bell Hood, war mit der Tennessee-Armee Sherman zahlenmäßig weit unterlegen. Er hoffte jedoch, die Nordstaaten mit einem Schlag gegen Shermans Nachschublinie, die Western and Atlantic Railroad, zum Rückzug zu zwingen. Hood marschierte deswegen nach Norden, gegen die W&A. Anfangs verfolgte ihn Sherman dabei, gab dies jedoch schließlich zugunsten eines besseren Planes auf. Er entschied, mit zwei seiner Armeen Atlanta in Richtung Südosten zu verlassen, in Richtung Savannah, Georgia am Atlantischen Ozean zu marschieren und unterwegs alle für die Konföderierten nützlichen Nachschubgüter zu zerstören oder zu plündern.
Den Rest seiner Streitmacht unter General George Henry Thomas schickte er nach Tennessee. Zusammen mit den dort schon stationierten Garnisonen, so hoffte Sherman, würde dies genug sein, um Hood in Schach zu halten.
Hoods Plan unterdessen sah vor, zunächst die Unionstruppen in Tennessee zu besiegen. Danach wollte er nach Osten marschieren, General Lee in Petersburg zur Hilfe kommen und gemeinsam mit ihm General Grant vernichtend schlagen. Wenn Sherman es tatsächlich schaffen sollte, danach aus dem Süden zurückzumarschieren, bevor die siegreichen konföderierten Truppen die Nordstaaten zum Frieden gezwungen hätten, so hätte er, so Hoods Plan, einer weit überlegenen Armee gegenüber gestanden.
Unionsgeneral Thomas hatte seine Truppen in der Zwischenzeit in zwei große Teilverbände eingeteilt – 26.000 Mann unter seinem Kommando und 34.000 Mann unter General Schofield – und marschierte in Richtung Nashville. Hood wollte die beiden Verbände getrennt schlagen, da seine eigene Armee über gut 40.000 Mann verfügte und daher beiden Korps einzeln zahlenmäßig überlegen war. Aus diesem Grund versuchte er, vor Schofield die Brücke über den Duck River bei Columbia, Tennessee, zu erreichen. Schofield, ein ehemaliger Klassenkamerad Hoods aus seiner Zeit in West Point, durchschaute jedoch Hoods Vorhaben, wich ihm aus, überquerte den Duck River und ließ die Brücke hinter sich zerstören. Dies brachte ihm aber keinen wesentlichen Vorsprung; Schofield wurde von den Konföderierten beinahe eingeholt, konnte jedoch unter Zurücklassung eines Teils seiner Ausrüstung entkommen.
Am 30. November 1864 erreichte Schofield dann Franklin südlich von Nashville, musste jedoch feststellen, dass die Brücken über den Harpeth unpassierbar waren. Kurz darauf wurde er von Hood eingeholt, konnte jedoch die konföderierten Angriffe in der Schlacht von Franklin zurückschlagen: Hood griff die gut verschanzten Nordstaatler immer wieder vergeblich an und verlor dabei mehr als 6.000 Mann, darunter auch 12 Generäle.
Um 23:00 Uhr hatten die Pioniere der Unionsarmee die Brücken schließlich wieder instand gesetzt, und die Unionstruppen zogen sich geordnet nach Nashville zurück, wo bereits Thomas mit seiner Streitmacht wartete.
Zwei Tage später erreichte auch Hoods Armee Nashville. Hood entschied sich, die Stadt zu belagern, da die Unionstruppen seit der Eroberung der Stadt im Jahre 1862 in deren Süden starke Befestigungen errichtet hatten und im Norden der Cumberland River einen Sturmangriff unmöglich machte. Außerdem war Hood der nun vereinigten Unionsstreitmacht zahlenmäßig unterlegen und bedeutend schlechter ausgerüstet.
Trotz für die Jahreszeit ungewöhnlich schönen Wetters und zahlenmäßiger Überlegenheit griff umgekehrt Thomas die konföderierten Truppen nicht an, sondern ließ zunächst seine Soldaten exerzieren und ausrüsten. Daraufhin forderte General Grant Thomas schließlich zum Angriff auf. Grant, Oberbefehlshaber des US-Heeres, befürchtete, dass Hood seine Stellung sonst zu gut befestigen oder gar Nashville umgehen und weiter nach Norden marschieren würde. Thomas antwortete, dass er für den 8. Dezember 1864 einen Angriff plane.
Am 8. Dezember 1864 änderte sich das Wetter jedoch schlagartig und machte jede Truppenbewegung unmöglich. Grant verlor daraufhin die Geduld mit Thomas und ernannte General John Alexander Logan zu dessen Nachfolger. Grant wurde von solcher Unruhe befallen, dass er selbst nach Nashville reiste, um dort nach dem Rechten zu sehen. Doch noch bevor er oder Logan dort ankamen, erreichte sie die Nachricht vom Beginn der Schlacht.

## Schlachtverlauf
Hoods Armee konnte vier der acht aus dem Süden nach Nashville führenden Straßen besetzen; von Osten nach Westen waren dies der Hillsboro Pike, der Granny White Pike, der Franklin Pike und der Nolensville Pike.
Am 15. Dezember 1864 um 8:00 Uhr erfolgte der erste Angriff der weiterhin von Thomas befehligten Unionstruppen auf den rechten Flügel der Konföderierten unter General Benjamin Franklin Cheatham. Zwar konnte die Division unter dem Befehl von Generalmajor James Blair Steedman die konföderierten Befestigungen nicht überwinden, sie lenkte jedoch die Aufmerksamkeit der Südstaatenarmee vom eigentlichen Angriff ab. Dieser erfolgte durch drei Korps unter den Generälen Wood, Schofield und Smith, unterstützt von Kavallerie, gegen den linken Flügel der Konföderierten am Hillsboro Pike, der von Truppen unter General Alexander Peter Stewart gehalten wurde. Die Kämpfe dauerten bis zum Anbruch der Dämmerung an. Thomas formierte in der Nacht seine Truppen neu. Hood zog sich einige Kilometer hinter seine Ausgangsstellungen zurück, bezog eine hufeisenförmige Aufstellung und verstärkte den linken Flügel auf Kosten des rechten. Seine neue Linie deckte nun nur noch zwei seiner Rückzugsstraßen, den Granny White und den Franklin Pike, ab.
Am nächsten Tag gegen 6:00 Uhr besetzte Steedman die feindlichen Stellungen vom Vortag und lieferte sich einige kleine Gefechte mit Hoods linkem Flügel. Kurz darauf erfolgten wieder Scheinangriffe gegen den rechten Flügel der Konföderierten. Hood verlegte daraufhin Truppen vom linken zum rechten Flügel. Im Anschluss daran zog Steedman seine Truppen zurück und Schofield griff den linken Flügel der Konföderierten an. Der Unionsgeneral Wilson umging mit seiner Kavallerie die konföderierten Stellungen und fiel den feindlichen Truppen in den Rücken. Zeitgleich griffen Unionstruppen unter Wood und Smith das Zentrum der konföderierten Armee an. Bis zum späten Nachmittag leisteten die Konföderierten dennoch heftigen Widerstand, dann aber brach ihre Linie ein. Tausende konföderierte Soldaten ergaben sich oder flohen. Nur das Korps von Stephen Dill Lee, das die rechte Flanke der konföderierten Armee hielt, blieb einigermaßen intakt und konnte die Flucht der Konföderierten über den Franklin Pike decken.

## Nach der Schlacht
Die Reste von Hoods Tennessee-Armee wichen, von Thomas’ Truppen verfolgt, nach Südwesten aus. Am 25. Dezember 1864 erreichten sie Tupelo, Mississippi. Am darauf folgenden Tag stellte Thomas die Verfolgung ein. Ein Zählappell in Tupelo offenbarte das Ausmaß der konföderierten Niederlage. Von ehemals gut 40.000 Mann zum Beginn des Feldzugs waren nur noch 25.000 übrig. In den Reihen der Union waren in der Schlacht etwa 3.000 Mann gefallen oder verwundet worden. 
General Hood reichte angesichts seines Scheiterns am 13. Januar 1865 sein Rücktrittsgesuch ein. Sein Nachfolger wurde zuerst General Richard Taylor, der die Armee aber kurz darauf nach South Carolina entsandte. Dort stellte sie sich unter ihrem ehemaligen Oberbefehlshaber Joseph Eggleston Johnston noch einmal ihren alten Widersachern, den Unionstruppen von General William T. Sherman, entgegen.